# Mexidrilus vescus
Mexidrilus vescus är en ringmaskart som beskrevs av Erséus 1989. Mexidrilus vescus ingår i släktet Mexidrilus och familjen glattmaskar. Inga underarter finns listade i Catalogue of Life.